# Liste der afghanischen Botschafter in der Türkei
Der afghanische Botschafter residiert in der Cinnah Caddesi No. 88 Çankaya (Innenstadt) von Ankara.

## Botschafter
| Ernannt / Akkreditiert | Name                          | Bemerkungen                       | ernannt während der Regierung von | akkreditiert während der Regierung | Posten verlassen |
| ---------------------- | ----------------------------- | --------------------------------- | --------------------------------- | ---------------------------------- | ---------------- |
| 1920                   | Sultan Ahmad Khan             |                                   | Amanullah Khan                    | Mustafa Kemal Pascha               |                  |
| Nov. 1924              | Muhammad Haidar Khan Husseini | ernannt, trat den Posten nicht an | Amanullah Khan                    | Ali Fethi Bey                      |                  |
| Dez. 1925              | Ghulam Jilani Khan            |                                   | Amanullah Khan                    | Ali Fethi Bey                      |                  |
| 1929                   | Ghulam Nabi Charkhi           |                                   | Inayatullah Khan                  | Ali Fethi Bey                      |                  |
| 1937                   | Sultan Ahmad Shirzoy          |                                   | Mohammed Sahir Schah              | Celâl Bayar                        | 1938             |
| 1938                   | Faiz Muhammad Zikria          |                                   | Mohammed Sahir Schah              | Celâl Bayar                        |                  |
| 1939                   | Ghulam Muhammad Sulaiman      |                                   | Mohammed Sahir Schah              | Refik Saydam                       |                  |
| 1948                   | Muhammad Akram Nur            |                                   | Mohammed Sahir Schah              | Hasan Saka                         |                  |
| 1951                   | Asadullah Siraj               |                                   | Mohammed Sahir Schah              | Adnan Menderes                     |                  |
| 1956                   | Gen Sayyid Hassan             |                                   | Mohammed Sahir Schah              | Adnan Menderes                     |                  |
| 1957                   | Ali Ahmad Popal               |                                   | Mohammed Sahir Schah              | Adnan Menderes                     |                  |
| 1963                   | Abdul Majid                   |                                   | Mohammed Sahir Schah              | Ismet Inönü                        |                  |
| 1967                   | Abdul Etimadi                 | Etemadi                           | Mohammed Sahir Schah              | Suad Hayri Ürgüplü                 |                  |
| 1973                   | Muhammad Sayyid Khan          | General Muhammad Saeed Khan       | Mohammed Sahir Schah              | Mehmet Naim Talu                   |                  |
| 1979                   | Muhammad Faruq                |                                   | Babrak Karmal                     | Süleyman Demirel                   |                  |
| 2007                   | Massoud Khalili               |                                   | Hamid Karzai                      | Recep Tayyip Erdoğan               | 2010             |